# Оуватер, Альберт ван
А́льберт ван О́уватер (Aelbert van Ouwater, Albert van Ouwater) (ок. 1415, предположительно Аудеватер недалеко от Гауды, Священная Римская империя — ок. 1475, Харлем, Нидерланды) — нидерландский художник-пейзажист и религиозный живописец.

## Жизнеописание
Об Альберте ван Оуватере имеется очень скудная информация. Большая часть информации содержится в «Книге о художниках» Карела ван Мандера, в которой Оуватер описывается преимущественно как известный мастер пейзажа. Кроме пейзажей Оуватер написал по всей видимости несколько религиозных полотен, одно из которых идентифицировано благодаря описанию в книге ван Мандера. Это созданное в 1450—1460 гг. «Воскрешение Лазаря», которое хранится в Берлинской картинной галерее и до настоящего времени является единственной картиной, бесспорно принадлежащей кисти Оуватера.
Ничего не известно о годах обучения художника. Искусствоведы исходят из того, что проживая в южных Нидерландах, Оуватер познакомился с творчеством Яна ван Эйка, Петруса Кристуса, Рогира ван дер Вейдена и Дирка Баутса. Судя по «Воскрешению Лазаря», особое влияние на творческую манеру Оуватера оказал именно Дирк Баутс, чьи типизация фигур, двигательные типы и одежда изображённых очень близки полотну из Берлинской галереи. Оуватер был отличным колористом, владевшим мельчайшими нюансами цветовой палитры и правилами построения перспективы.

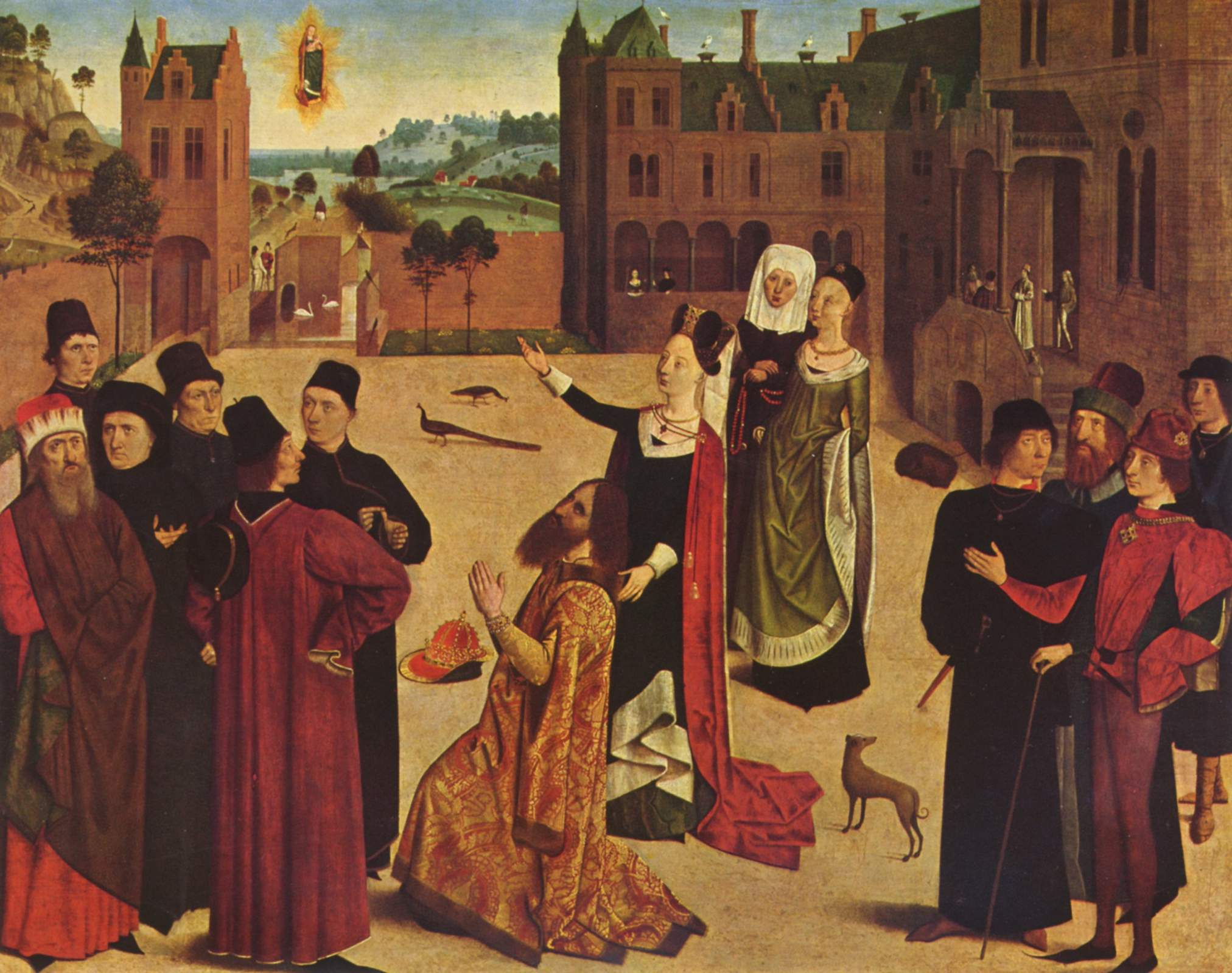
Мастер Тибуртинской сивиллы. Тибуртинская сивилла перед Августом. 1480—1485. Штеделевский художественный институт. Франкфурт-на-Майне

В искусствоведении часто предпринимались попытки идентифицировать Оуватера с другими до настоящего времени неизвестными художниками. Оуватеру, например, приписывали авторство «Тибуртинской сивиллы», пейзажные миниатюры из туринского Прекрасного часослова Богоматери герцога Беррийского и изображения святых. Все эти попытки не нашли всеобщей поддержки искусствоведов либо были опровергнуты. Аналогично закончились попытки приписать Оуватеру другие полотна на основе анализа «Воскрешения Лазаря». Лишь фрагмент изображения головы, хранящийся в Музее Метрополитен в Нью-Йорке, обнаруживает сходство с берлинской картиной Оуватера.